# Zivilverdienstmedaille (Oldenburg)
Die Zivilverdienstmedaille wurde im Frühjahr 1814 von Herzog Peter Friedrich Ludwig von Oldenburg kurz nach seiner Rückkehr aus dem russischen Exil gestiftet, um „echte deutsche Treue und Stoische Tugend“ zu belohnen.
Die Medaille wurde in Gold und Silber geprägt, jedoch nicht verliehen.
Auf der Vorderseite ist mittig eine Krone zu sehen. Umlaufend steht der Text in Großbuchstaben: „Oldenburgs Bürger Krone ein Gott eine Wahrheit ein Recht“. Rückseitig ist ein Eichenkranz abgebildet. Darin enthalten ist die – ebenfalls in Großbuchstaben gehaltene – Inschrift: „Das Vaterland dem Sohne“.
Das Ordensband ist dunkelblau.